# Attentato di strada re Giorgio
L'attentato di strada re Giorgio fu un attentato suicida avvenne il 21 marzo 2002 all'esterno di un negozio di abbigliamento e di giocattoli in strada re Giorgio a Gerusalemme. Tre civili israeliani rimasero uccisi nell'attacco.
La Brigata dei Martiri di al-Aqsa rivendicò l'attacco.

## L'attentato
Giovedì pomeriggio, 21 marzo 2002, un attentatore suicida palestinese fece esplodere l'esplosivo, nascosto sotto la sua giacca, nel mezzo del quartiere dello shopping di Gerusalemme in strada re Giorgio, nel centro di Gerusalemme, tra una folla di acquirenti.
L'esplosione uccise tre civili e più di 40 persone rimasero ferite, 7 delle quali gravemente.

### Vittime[3]
- Yitzhak Cohen, 48 anni, di Modi'in;
- Tsipi Shemesh, 29 anni (incinta di due gemelli);
- Gadi Shemesh, 34 anni.

## I responsabili
Dopo l'attacco la Brigata dei Martiri di al-Aqsa rivendicò la responsabilità per l'attentato e dichiararono che l'autore era Mohammad Hashaika, un 22enne del villaggio di Talluza, in Cisgiordania, vicino a Nablus. Hashaika era un membro dei Tanzim e un ex poliziotto palestinese.